# Даніеле Деллі Каррі
Даніеле Деллі Каррі (італ. Daniele Delli Carri, нар. 18 вересня 1971, Фоджа) — італійський футболіст, що грав на позиції захисника. По завершенні ігрової кар'єри — спортивний функціонер.
Виступав, зокрема, за клуб «Торіно», а також молодіжну збірну Італії, з якою став чемпіоном Європи 1994 року.

## Клубна кар'єра
Народився 18 вересня 1971 року в місті Фоджа. У дорослому футболі дебютував 1988 року виступами за команду «Бішельє», в якій провів два сезони, взявши участь у 17 матчах Серії С2.
1990 року за 200 млн. лір перейшов у «Торіно», втім у сезоні 1990/91 грав за молодіжну команду, а потім двічі здавався в оренду в клуб Серії Б «Луккезе-Лібертас». Лише повернувшись у «Торіно», 8 листопада 1993 року Даніеле дебютував у Серії А в матчі проти «Наполі» (0:0) і до кінця сезону зіграв у 6 іграх вищого дивізіону.
Влітку 1994 року захисник перейшов в інший клуб вищого дивізіону «Дженоа» на запрошення головного тренера Франческо Скольйо, під керівництвом якого Деллі Каррі вже грав у «Луккезе». У сезоні 1994/95 Даніеле зіграв у 21 матчі вищого дивізіону, але клуб став 15-им і вилетів до Серії Б. Наступного сезону клуб став сьомим і не зумів повернутися в елітний дивізіон, натомість виграв Англо-італійський кубок.
У сезоні 1996/97 Деллі Каррі зіграв ще одну гру за «Дженоа» і у вересні повернувся до Серії А в «П'яченцу», де грав чотири роки, провівши 94 гри і забивши 3 голи у Серії А.
У жовтні 2000 року він повернувся в «Торіно», що вже виступав у Серії Б, в обмін на Роберто Мальтальяті. В туринській команді Даніеле залишався протягом трьох сезонів, вигравши в першому ж сезоні Серію Б і наступні два сезони провів з командою у вищому дивізіоні. Після того як по завершенні сезону 2002/03 клуб зайняв останнє 18 місце і покинув вищий дивізіон, Деллі Каррі перейшов у «Сієну», за яку до кінця року провів ще 15 матчів у Серії А, а з січня 2004 року став грати у Серії Б за «Фіорентину», де до кінця сезону зіграв 15 разів і забив один гол, допомігши клубу вийти в Серію А, де Даніеле провів ще 21 гру, які стали для захисника останнім у вищому дивізіоні Італії.
В подальшому з 2005 по 2007 рік грав у Серії Б за «Пескару», при цьому у сезоні 2006/07 був капітаном команди. А завершував професійну кар'єру у клубах «Фоджа» та «Віртус Ланчано» у Серії C1.

## Виступи за збірні
Протягом 1993—1994 років залучався до складу молодіжної збірної Італії, з якою став чемпіоном Європи 1994 року у Франції. Всього на молодіжному рівні зіграв у 10 офіційних матчах.

## Подальша кар'єра
У 2008 році зайняв пост спортивного директора клубу «Ренато Курі Анголана» з Серії D. У 2010 році він став спортивним директором «Пескари», де працював до травня 2013 року. З липня того ж року він займав таку ж посаду в «Дженоа», але змушений був покинути клуб на початку жовтня, коли його зняли одночасно зі звільненням головного тренера Фабіо Ліверані..
6 січня 2015 року він був призначений на посаду спортивного директора в «Катанії». 26 травня він був звільнений з посади, а 23 червня був затриманий і поміщений під домашній арешт, поряд з іншими керівниками клубу (в тому числі президентом Антоніна Пульвіренті) за звинуваченням у купівлі кількох матчів в Серії B 2014/15 задля уникнення вильоту клубу в нижчий дивізіон. В підсумку за результатами розслідування корупційного скандалу клуб все ж був відправлений у третій дивізіон, а Деллі Каррі 15 лютого 2016 року отримав чотирирічну заборону на футбольну діяльність та штраф у розмірі 80 000 євро.

## Титули і досягнення
- Чемпіон Європи (U-21): 1994